# 坎卦

坎卦

坎卦，簡稱坎，為八卦的其中一卦，畫做☵，代表水。同時為六十四卦之中的第二十九卦，上下卦都是八卦之中的坎卦，就是☵，都是代表水，所以坎卦就畫成䷜。為方便記住卦象，有個名叫坎為水。

## 卦辭
習坎，有孚，維心亨，行有尚。
彖曰：習坎，重險也。 水流而不盈，行險而不失其信。 維心亨，乃以剛中也。 行有尚，往有功也。 天險不可升也，地險山川丘陵也，王公設險以守其國，坎之時用大矣哉！
象曰：水至，習坎﹔君子以常德行，習教事。

## 爻辭
初六：習坎，入於坎窞，凶。
九二：坎有險，求小得。
六三：來之坎坎，險且枕，入於坎窞，勿用。
六四：樽酒簋貳，用缶，納約自牖，終無咎。
九五：坎不盈，祗既平，無咎。
上六：係用徽纆，置於叢棘，三歲不得，凶。